# Leupold DeltaPoint小型紅點鏡
Leupold DeltaPoint小型紅點鏡是一款由Leupold所研製及生產的小型紅點鏡系統，特徵是正如其名的三角形標點。
該小型紅點鏡系列採用了細小、輕便的外觀，並可提供與其他Leupold瞄準具同等的堅固性和可靠性。該瞄準鏡既可理想地單獨裝上、包括設於傾斜式鏡座上用作獨立式光學瞄準具，也可以裝設在Mark 4 CQ/T等光學瞄準鏡以至倍率更高的狙擊鏡、热成像瞄準鏡和夜視瞄準鏡之上，用以應對近距離格鬥作戰或在狙擊鏡／夜視瞄準鏡嚴重損壞的緊急情況的輔助瞄準用途。由於其尺寸小巧重量輕，因此特別適合裝在各款手槍（例如FNP45、格洛克17 MOS）以上使用。
DeltaPoint紅點鏡可安裝於其他可以利用MIL-STD-1913戰術導軌安裝配件的任何武器。

## 概述
作為小型紅點鏡，DeltaPoint的尺寸要比常見的紅點鏡小。的設計使得它耐用，設計可防水至33英尺；使用一顆3伏特CR-2032锂电池供電，同時還能提高各種類型或口徑的槍械的精密度和準確性。
DeltaPoint採用了超輕便而且防水、防霧、耐撞的鋁製外殼和鋼製護套，以保護水晶般透明的防刮鏡片，從而提高了其耐用性。為了提高該紅點鏡的易用性，除了將電池盒設於頂部，還在其以上設有拍答式調整旋鈕。當前生產的基本型號具有2.5角分紅色圓形標點或7.5角分紅色三角形標點。

## 光學規格和尺寸
- 長度（淨瞄準鏡）：46.1毫米（1.82英寸）
- 寬度（淨瞄準鏡）：33.2毫米（1.31英吋）
- 高度（淨瞄準鏡）：33毫米（1.3英吋）
- 寬度（鏡窗）：25.7毫米（1.01英吋）
- 高度（鏡窗）：17.5毫米（0.68英吋）
- 安裝環寬度：不適用
- 重量（淨瞄準鏡）：53.8克（1.95盎司）
- 高程調整範圍：60.00角分
- 風量調整範圍：60.00角分
- 操作溫度範圍：-20°F至+ 120°F（-29°C至+ 49°C）
- 存放溫度範圍：-40°F至+ 160°F（-40°C至+ 71°C）
- 外殼材料、表面處理及顏色：高強度铝、硬質陽極氧化、啞光黑色／沙色
- 放大倍率：1倍

## 鏡座標準
DeltaPoint採用了與盾牌式小型紅點鏡相同的鏡座標準，形狀類似於Noblex與Docter腳位，但有著其他尺寸。原廠亦為DeltaPoint生產了兼容AR（皮卡汀尼導軌）平台的鏡架，既將DeltaPoint抬至合適的高度，又不會增加太多重量或造成體積過大。

## 流行文化
Leupold DeltaPoint在第一人稱射擊遊戲《戰地風雲》系列當中兩作：《戰地風雲4》和《戰地風雲：Hardline》當中共兩度以Delta（中文版則命名為「德爾塔」）之姿，用作各類佩槍的進階照準器之一。

## 資料來源
1. ↑  .   [2020-08-22]. （原始内容存档于2019-12-09）.

## 外部連結
- （英文）—DeltaPoint Pro | Leupold （页面存档备份，存于）